# قانون کاهش مالیات و ایجاد شغل دولت ترامپ

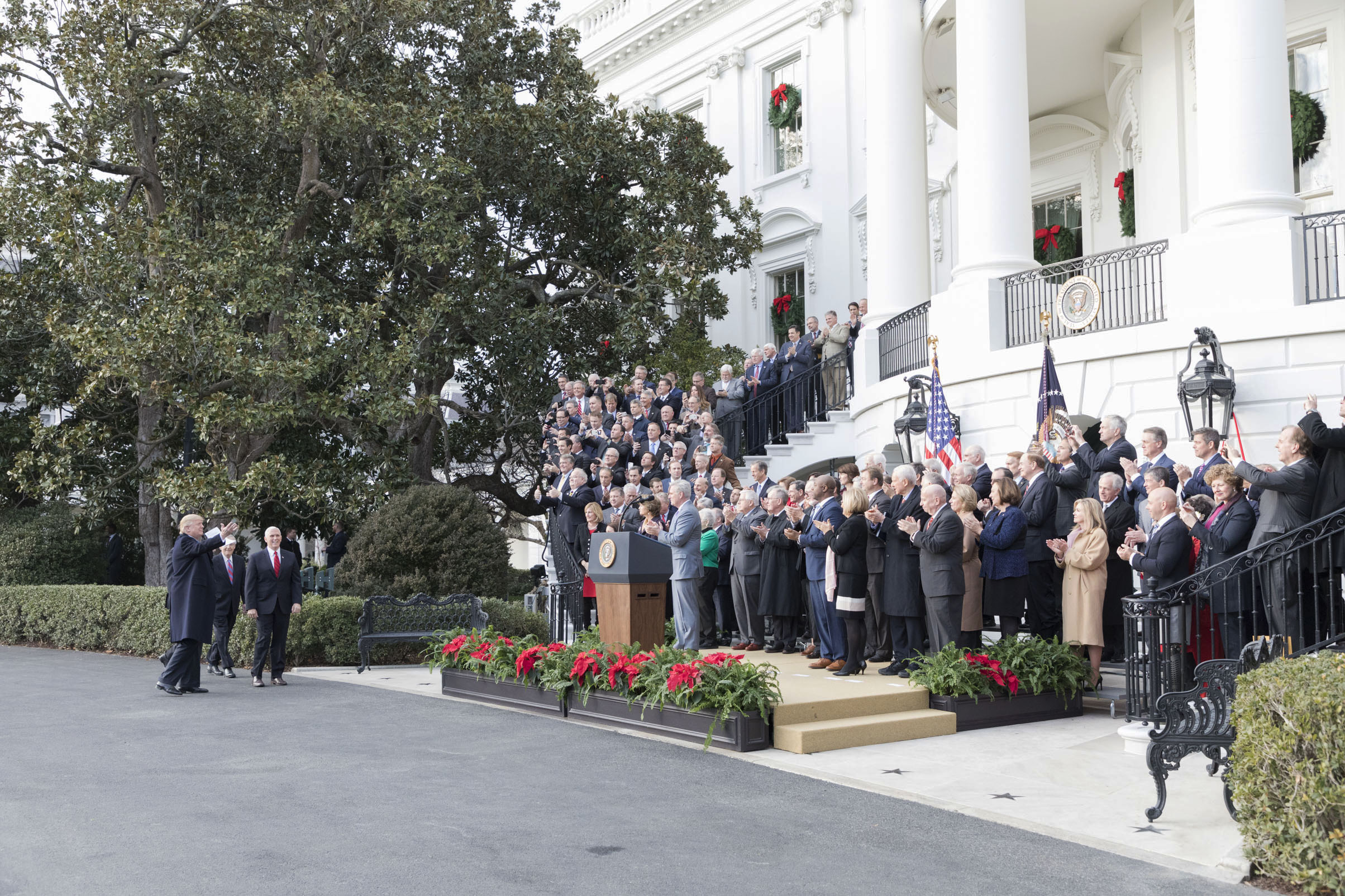
رئیس‌جمهور ترامپ و معاون رئیس‌جمهور مایک پنس با قانون‌گذاران جمهوری‌خواه در یک کنفرانس خبری خارج از کاخ سفید به مناسبت تصویب قانون کاهش مالیات‌ها جشن گرفتند.

قانون کاهش مالیات و ایجاد شغل دولت ترامپ، یک قانون درآمدی کنگره ایالات متحده است که در ابتدا در کنگره به عنوان قانون کاهش مالیات و ایجاد شغل (TCJA) معرفی شد که قانون درآمد داخلی سال ۱۹۸۶ را اصلاح کرد. این قانون معمولاً در رسانه‌ها به عنوان کاهش مالیات ترامپ شناخته می‌شود. عناصر اصلی تغییرات شامل کاهش نرخ مالیات برای شرکت‌ها و افراد، افزایش کسر استاندارد و اعتبارات مالیاتی خانواده، حذف معافیت‌های شخصی و کاهش مزایای کسرهای جزئیات، محدود کردن کسرهای مالیات بر درآمد و مالیات بر دارایی در سطح ایالت و محلی، محدود کردن بیشتر کسر بهره وام مسکن، کاهش مالیات حداقل جایگزین برای افراد و حذف آن برای شرکت‌ها، دو برابر کردن معافیت مالیات بر ارث، و کاهش جریمه برای نقض دستور فردی قانون مراقبت مقرون به صرفه (ACA) به $0 است. نیویورک تایمز این قانون را به عنوان "بزرگترین اصلاحات مالیاتی در دهه‌های اخیر" توصیف کرده است.
بیشتر تغییرات معرفی شده توسط این قانون از ۱ ژانویه ۲۰۱۸ به اجرا درآمد و بر مالیات‌های سال ۲۰۱۷ تأثیری نداشت. بسیاری از مقررات کاهش مالیات موجود در TCJA، به ویژه شامل کاهش مالیات بر درآمد فردی، مانند تغییرات در کسر استاندارد در §۶۳ قانون درآمد داخلی، تا سال ۲۰۲۵ منقضی می‌شوند در حالی که بسیاری از کاهش‌های مالیاتی کسب‌وکارها در سال ۲۰۲۸ منقضی می‌شوند. تمدید این کاهش‌ها باعث نگرانی اقتصاددانان در سراسر طیف سیاسی شده است که این امر می‌تواند فشارهای تورمی را افزایش دهد و مسیر مالی آمریکا را بدتر کند. دفتر بودجه کنگره تخمین می‌زند که تمدید مقررات منقضی‌شده می‌تواند ۴٫۶ تریلیون دلار به کسری بودجه در طول ۱۰ سال اضافه کند.
مطالعات نشان می‌دهند که TCJA بدهی فدرال را افزایش داده است، همچنین درآمدهای پس از مالیات به طور نامتناسبی برای ثروتمندترین افراد افزایش یافته است. این قانون منجر به افزایش ۱۱ درصدی سرمایه‌گذاری شرکت‌ها شد، اما تأثیرات آن بر رشد اقتصادی و دستمزدهای میانه کمتر از انتظار و در بهترین حالت متعادل بود.